# Carlota de Mecklenburgo-Schwerin
Carlota de Mecklemburgo-Schwerin (en alemán, Charlotte von Mecklenburg-Schwerin; Berlín, 7 de noviembre de 1868-Garmisch-Partenkirchen, 20 de diciembre de 1944) fue una princesa alemana.

## Biografía
Fue la única hija del matrimonio compuesto por el duque Guillermo de Mecklemburgo-Schwerin y la princesa Alejandrina de Prusia. El matrimonio de sus padres fue infeliz, la familia vivía en Berlín y apenas visitaron Mecklemburgo. Carlota quedó huérfana de padre antes de cumplir los once años, por lo que su madre se encargaría de su crianza y educación. 
Contrajo matrimonio el 17 de noviembre de 1886 con el príncipe Enrique XVIII de Reuss-Köstritz (1847-1911), en Schwerin.
En 1908 realizó en solo ocho días un viaje hasta La Habana, ya que su hijo primogénito, Enrique XXXVII, teniente en la Marina Imperial alemana, estaba gravemente enfermo.
En 1911 quedó viuda tras morir su marido a resultas de un infarto en el tren en el que viajaba de Schweinurt a Wurzburgo.
Tuvo una gran afición a la caza. Murió mientras la Segunda Guerra Mundial estaba en su última fase.

## Matrimonios e hijos
De su primer matrimonio tendría tres hijos varones:
- Enrique XXXVII (1888-1964), oficial en la Marina Imperial alemana.[7][8]
- Enrique XXXVIII (1889-1918).[9]
- Enrique XLII (1892-1949).[9]

En 1921, tras diez años de viudedad, contraería matrimonio con Roberto Schmid. Este segundo matrimonio no tendría descendencia.

## Títulos y órdenes

### Títulos
- Su Alteza la duquesa Carlota de Mecklemburgo[-Schwerin].

### Órdenes

#### Gran Ducado de Mecklemburgo-Schwerin
- Condecorada con la decoración para damas de la Orden de la Corona Wéndica (en diamantes)[2]

#### Extranjeras
- Dama de la Orden de Luisa.[2] (

 Reino de Prusia)
- Dama de honor de la Orden de Teresa.[2] ( Reino de Baviera)

### Individuales
1. ↑  Huberty, Michel; Giraud, Alain; Magdelaine, François (31 de diciembre de 1975). «J.L. Princes REUSS ZU KÖSTRITZ. XX 34». L'Allemagne dynastique (1) : Hesse, Reuss, Saxe (en francés). FeniXX réédition numérique. ISBN 978-2-402-05647-2. Consultado el 16 de enero de 2022.
2. 1 2 3 4  Grosherzogliches Haus. «Mecklenburg-Schwerinsches Staatshandbuch. 1910». Mecklenburg-Schwerinsches Staatshandbuch (en alemán) I: 6. 1908. Wikidata Q1915751.
3. ↑  «RACES ACROSS OCEAN TO PRINCE'S BEDSIDE: The Duchess of Mecklenburg-Schwerin, His Mother, Breaking Records to Havana. HENRY W. SAVAGE HOME Lord and Lady Ashburton Come Incognito». The New York Times (Nueva York). 21 de noviembre de 1908. p. 9.
4. ↑  «Prinz Heinrich XVIII. von Reuss +». Salzburger Volksblatt (185). 16 de agosto de 1911. p. 10.
5. ↑  «Frauen als grosswildjägerinnen» (22). 1925. p. 1370.
6. ↑  I. Genealogie des Fürstlichen Hauses B.. «Hof- und Staats-Handbuch für das Fürstenthum Reuß Jüngerer Linie. 1893». Hof- und Staats-Handbuch für das Fürstenthum Reuß Jüngerer Linie. (en alemán): 8-9.
7. ↑  «Kapitänleutnant Heinrich XXXVII Prinz Reuß zu Köstritz - German and Austrian U-boats of World War One - Kaiserliche Marine - uboat.net». uboat.net. Consultado el 16 de enero de 2022.
8. ↑  Marquis of Rubigny (1914). «Reuss». The Titled Nobility of Europe: An International Peerage, Or "Who's Who," of the Sovereigns, Princes, and Nobles of Europe (en inglés). Harrison & Sons. p. 135. ISBN 978-0-85011-028-9. Consultado el 16 de enero de 2022.
9. 1 2  Marquis of Rubigny (1914). «Reuss». The Titled Nobility of Europe: An International Peerage, Or "Who's Who," of the Sovereigns, Princes, and Nobles of Europe (en inglés). Burke's Peerage. p. 135. ISBN 978-0-85011-028-9. Consultado el 16 de enero de 2022.

- Datos: Q1856777
- Multimedia: Charlotte of Mecklenburg-Schwerin / Q1856777